# Гостиная

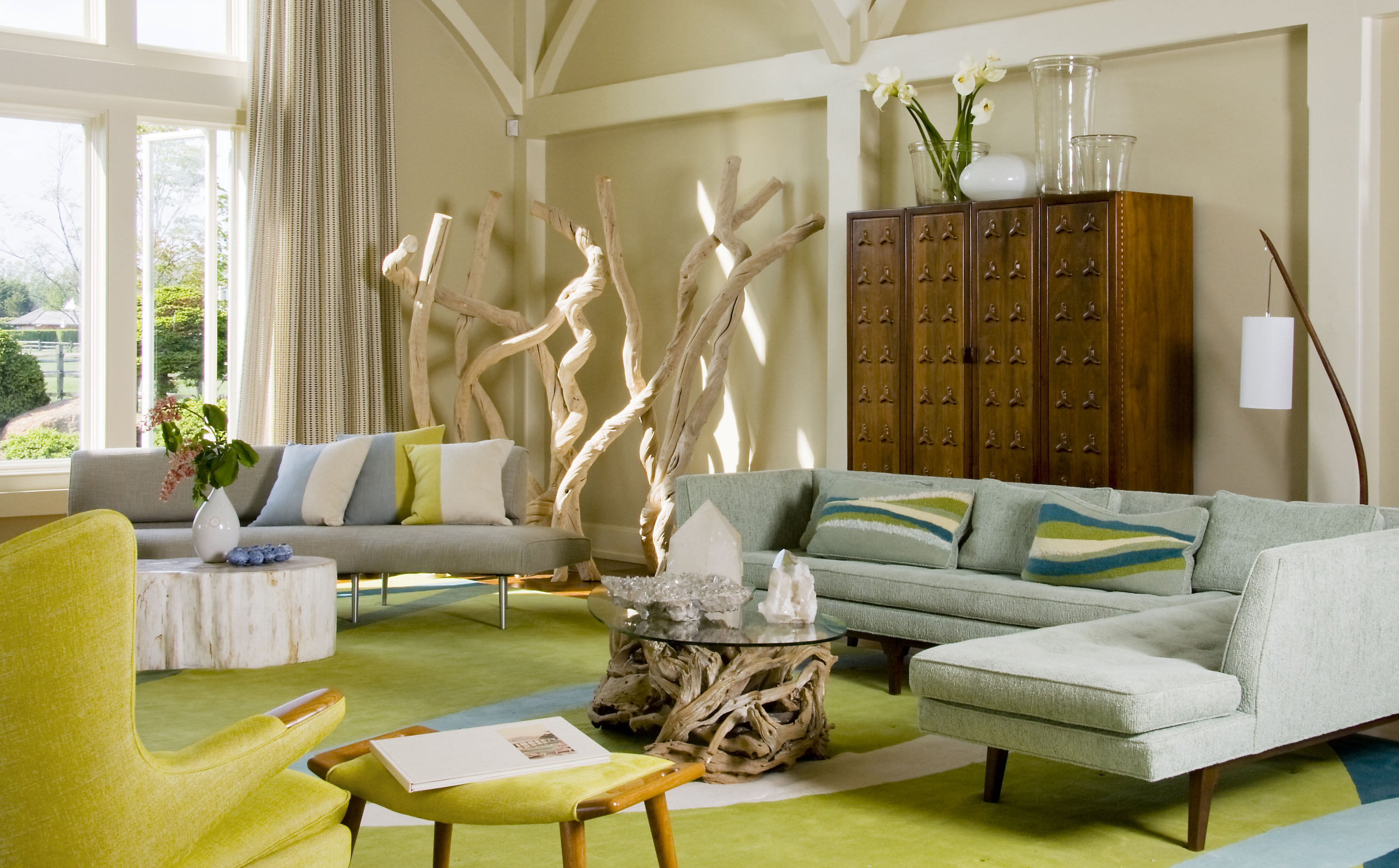
Фото гостиной.

Гостиная, салон — комната (салон) для приёма гостей.
Гостиная является общей комнатой, то есть предназначена для всех членов семьи. В больших домах гостиная также служит для деловых бесед и музыкальных занятий.
Универсальных планировок и правил расстановки мебели в гостиной не существует, это определяется в соответствии с функциональным назначением. Для отдыха проектируется диван, низкий стол, удобные кресла, для беседы — место у камина. Гостиная должна иметь яркий, красивый внешний вид, практичность в использовании, оригинальный дизайн.

## История
Интерьер гостиной сложился в начале XVIII века. С середины века появилась специальная меблировка, появились диваны. К. Росси проектировал диваны с двумя сидениями и одной спинкой, чтобы можно было рассаживать гостей кружками. До 1830-х мебель устанавливалась около стен или колонн; позже получила распространение свободная планировка, при которой сидячая мебель ставилась около стола посередине помещения. В это время появились новые разновидности диванов: кушетка, козетка, диван с двумя сидениями и узким центром, угловой диван, диван на двоих (secrette) и на троих (discrette). Вошедшие в обиход легкие столики получили название бобик. Их тоже было множество (ломберные, самоварные, раздвижные, складные, с крылышками и потайными ящиками). Типичной мебелью в гостиной стал музыкальный инструмент вроде пианино или клавесина.
Внутренняя отделка гостиной выдерживала определенный исторический стиль (классицизм, барокко, рококо, неоренессанс для официальных гостиных).
Известными мастерами гостиных являются В. Бренн, К. Росси, А. Штакеншнейдер, Г. Боссе, М. Месмахер.